# Of the Night (canção)
"Of the Night" é uma canção da banda britânica Bastille, incluída no álbum de estúdio All This Bad Blood, uma reedição do primeiro álbum Bad Blood. Foi gravada originalmente em 2012, e lançada para download digital no dia 3 de junho de 2013. Esta já estreou na primeira semana em segundo lugar na UK Singles Chart e ainda alcançou repercussão em diversos países.

## Antecedentes e contexto
"Of the Night" é um Mashup de hits virais da década de 1990: "The Rhythm of the Night", da banda de eurodance italiana Corona e "Rhythm Is a Dancer", do grupo alemão Snap!. A canção foi apresentada pela primeira vez em um mixtape de Bastille, e nesta ocasião a lançaram para download.
| “ | Isso é estranho. É um tipo de coisa que fizemos [e] ficou fora de controle. Tudo começou porque Dan [Smith] ficou muito doente quando nós cantamos pela primeira vez e, assim, para facilitar seu caminho de volta para a gravação vocal, decidimos fazer alguns mixtapes usando velhas canções que ouvimos na infância. Estas foram músicas interessantes que não esperávamos tentar reinventar em um tipo mais atual, e, em seguida, tornou-se uma das nossas maiores canções. Então nós começamos a fazê-lo viver apenas porque era uma música legal e foi divertido. Tudo começou de uma pequena experiência. | ” |

O single foi utilizado mais tarde em um trailer promocional da oitava temporada do reality show Dancing on Ice. Foi originalmente lançada por Huw Stephens na BBC Radio 1 em 9 de outubro de 2013, e lançado digitalmente em 11 de outubro de 2013. Um mês depois, foi relançada em um EP, com três remixes da canção além da gravação de "Oblivion".

## Trilha sonora
| Download digital 1. "Of the Night" – 3:34 Download digital (EP) 1. "Of the Night" – 3:34 2. "Oblivion" – 3:08 3. "Of the Night" (MNEK Remix) – 4:38 4. "Of the Night" (Icarus Remix) – 5:20 5. "Of the Night" (Kove Remix) – 6:15 6. "Of the Night" (music video) – 3:51 | CD single 1. "Of the Night" – 3:34 2. "Of the Night" (MNEK Remix) – 4:38 10" vinil Lado A 1. "Of the Night" – 3:34 2. "Of the Night" (MNEK Remix) – 4:38 Lado B 1. "Oblivion" – 3:08 2. "Of the Night" (Icarus Remix) – 5:20 |

## Paradas
| Parada (2013–14)                                        | Pico de posição |
| ------------------------------------------------------- | --------------- |
| Austrália (ARIA)                                        | 6               |
| Áustria (Ö3 Austria Top 75)                             | 17              |
| Bélgica (Ultratop 50 de Flandres)                       | 39              |
| Bélgica (Ultratip Bubbling Under da Valônia)            | 2               |
| República Checa (Singles Digitál Top 100)               | 90              |
| Dinamarca (Hitlisten)                                   | 22              |
| O campo songid é OBRIGATÓRIO PARA PARADA ALEMÃ          | 10              |
| Hungria (Rádiós Top 40)                                 | 3               |
| Irlanda (IRMA)                                          | 2               |
| Países Baixos (Single Top 100)                          | 88              |
| Nova Zelândia (Recorded Music NZ)                       | 28              |
| Escócia (Scottish Singles Chart)                        | 2               |
| Eslováquia (Rádio Top 100)                              | 33              |
| Eslováquia (Singles Digitál Top 100)                    | 80              |
| Espanha (PROMUSICAE)                                    | 23              |
| Suécia (Sverigetopplistan)                              | 39              |
| Suíça (Schweizer Hitparade)                             | 28              |
| Reino Unido (UK Singles Chart)                          | 2               |
| Estados Unidos (Billboard Hot Rock & Alternative Songs) | 35              |

| Parada (2013)           | Posição |
| ----------------------- | ------- |
| Hungarian Airplay Chart | 79      |

| País        | Vendas  | Certificação |
| ----------- | ------- | ------------ |
| Austrália   | 70,000  | Platina      |
| Alemanha    | 150,000 | Ouro         |
| Itália      | 15,000  | Ouro         |
| Reino Unido | 400,000 | Ouro         |